# People Movers (aéroport international d'Orlando)
Les People Movers de l'aéroport international d'Orlando sont un ensemble de cinq navettes automatisées sur viaduc fonctionnant au sein de cet aéroport. Les quatre systèmes originaux relient le terminal principal de l'aéroport aux quatre satellites côté piste. Un cinquième système de transfert de personnes a été installé en novembre 2017 pour relier le terminal principal au nouveau terminal intermodal de l'aéroport.

## Les navettes du terminal principal

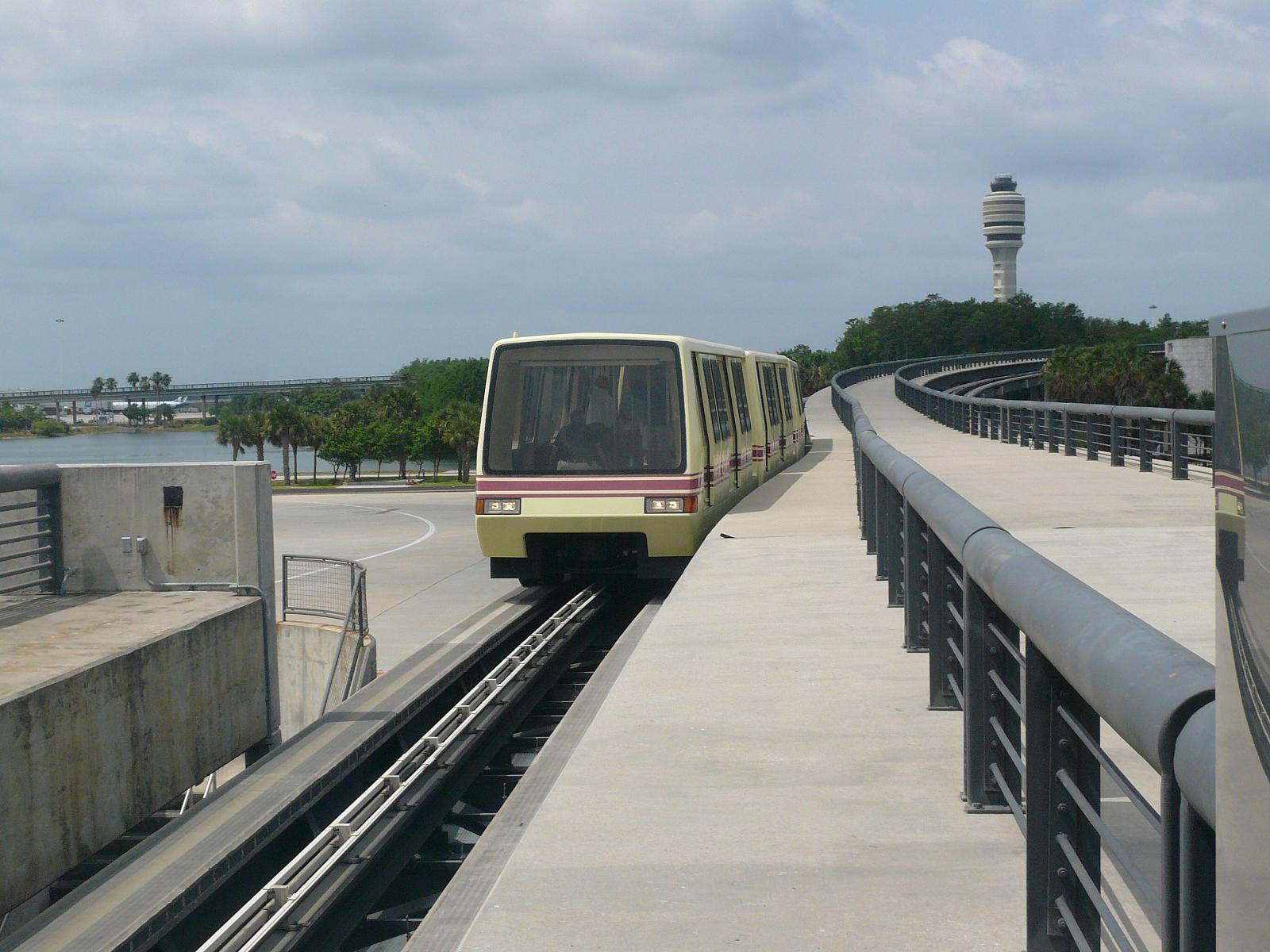
Un véhicule CX-100 en 2008

Quatre systèmes relient le terminal principal aux halls côté piste. Les deux lignes ouest (Airsides 1 et 3) ont ouvert avec le terminal de l'aéroport en septembre 1981 avec huit véhicules C-100 Westinghouse, similaires à ceux de l'aéroport international de Tampa, fonctionnant en trains de deux véhicules. Le système comprenait alors quatre stations avec deux trajets (550 m. et 590 m.) totalisant 1,14 km de voie double. Les deux lignes ouest étaient constituées de deux trains de voitures jusqu'en 1989, date à laquelle elles ont été rénovées et un nouveau véhicule C-100 supplémentaire a été ajouté à chaque train. C'est la société Westinghouse qui assurait l'exploitation et la maintenance de ses navettes. Le système fonctionne 24 h / 24.
Airside 4 et sa ligne ont été mis en service en 1990. Le trajet est de 0,6 km. A cette occasion 10 véhicules C-100 supplémentaires ont été livrés par Westinghouse, soit deux trains de trois véhicules pour la ligne Airside 4 et quatre véhicules pour constituer des trains de trois véhicules pour les deux lignes ouest. La capacité théorique d'une ligne atteint alors 6 000 passagers / heure / direction. Ces véhicules furent rénovés en 2002.
Airside 2 et sa ligne ont commencé à fonctionner en 2000. C'est la société Adtranz (qui a intégré l'activité navette automatique de Westinghouse) qui gagne le contrat de construction de la navette de 0,64 km de voie double comprenant la livraison de deux trains de trois véhicules.
Chaque ligne se compose de deux voies de guidage qui transportent chacune un train de trois voitures. Les trains font la navette entre le terminal et leurs airsides respectifs. Les stations du terminal principal et des airsides utilisent la même solution : les passagers embarquent sur une plate-forme insulaire entre les deux voies de guidage et débarquent sur des plates-formes latérales.
Comme Airside 4 est le principal hall pour les vols internationaux, son système est mis en place de telle sorte que lorsque les vols internationaux arrivent, les passagers à destination du terminal ne sont pas «sécurisés», tandis que les passagers côté piste sont soumis à un contrôle de sécurité. Un seul ensemble de portes est ouvert à la fois et les trains sont soumis à une inspection de sécurité avant d'embarquer des passagers au départ sécurisés vers le côté piste. Cela élimine la nécessité pour les passagers internationaux à l'arrivée de passer un contrôle de sécurité supplémentaire avant de se rendre au terminal principal. 

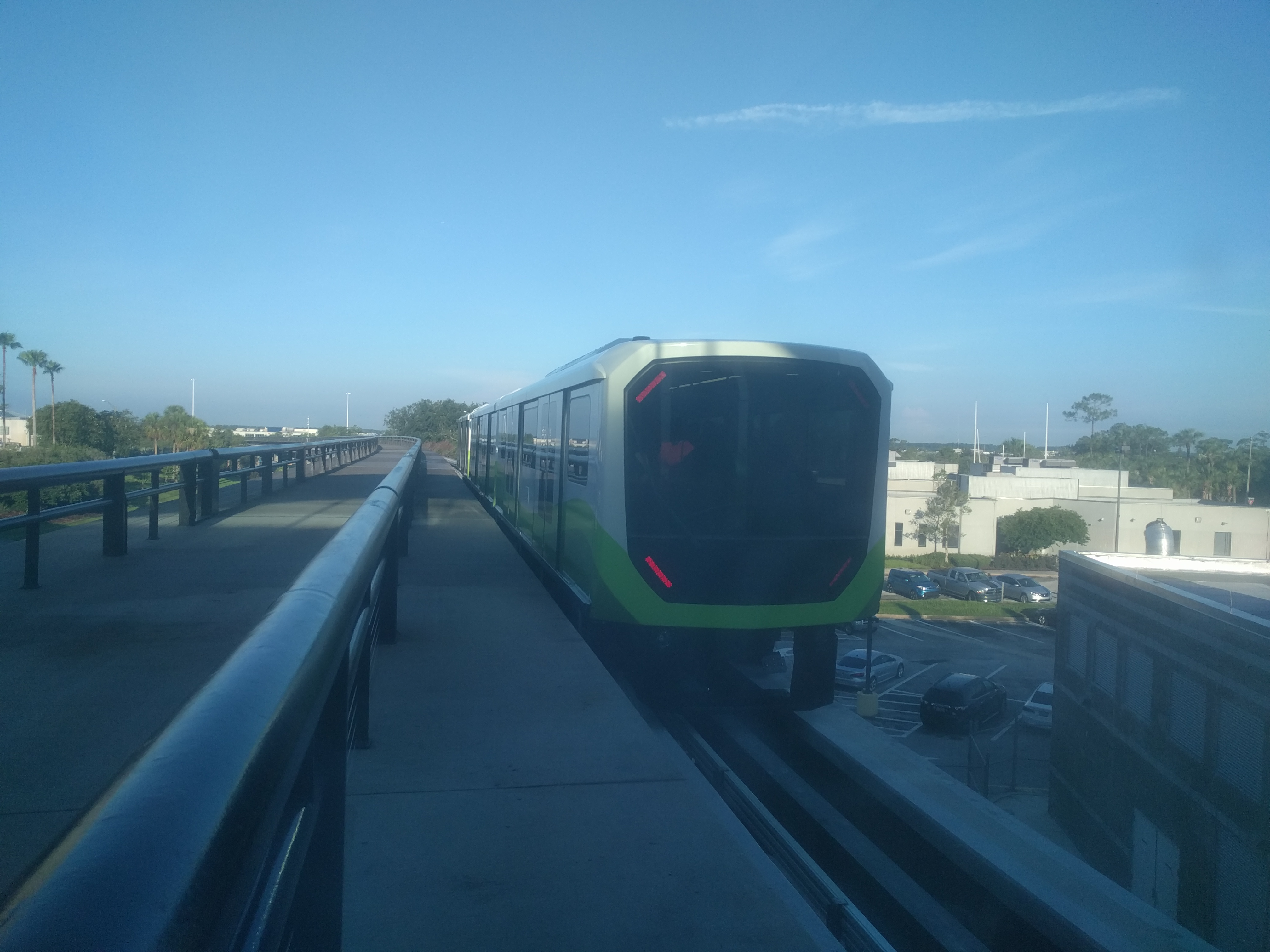
Un véhicule Crystal Mover en 2017

Depuis 2017, seuls les systèmes Airside 2 et 4 utilisent des véhicules Bombardier CX-100, soit deux trains de trois véhicules sur chaque ligne.

## La navette du Terminal Intermodal Sud

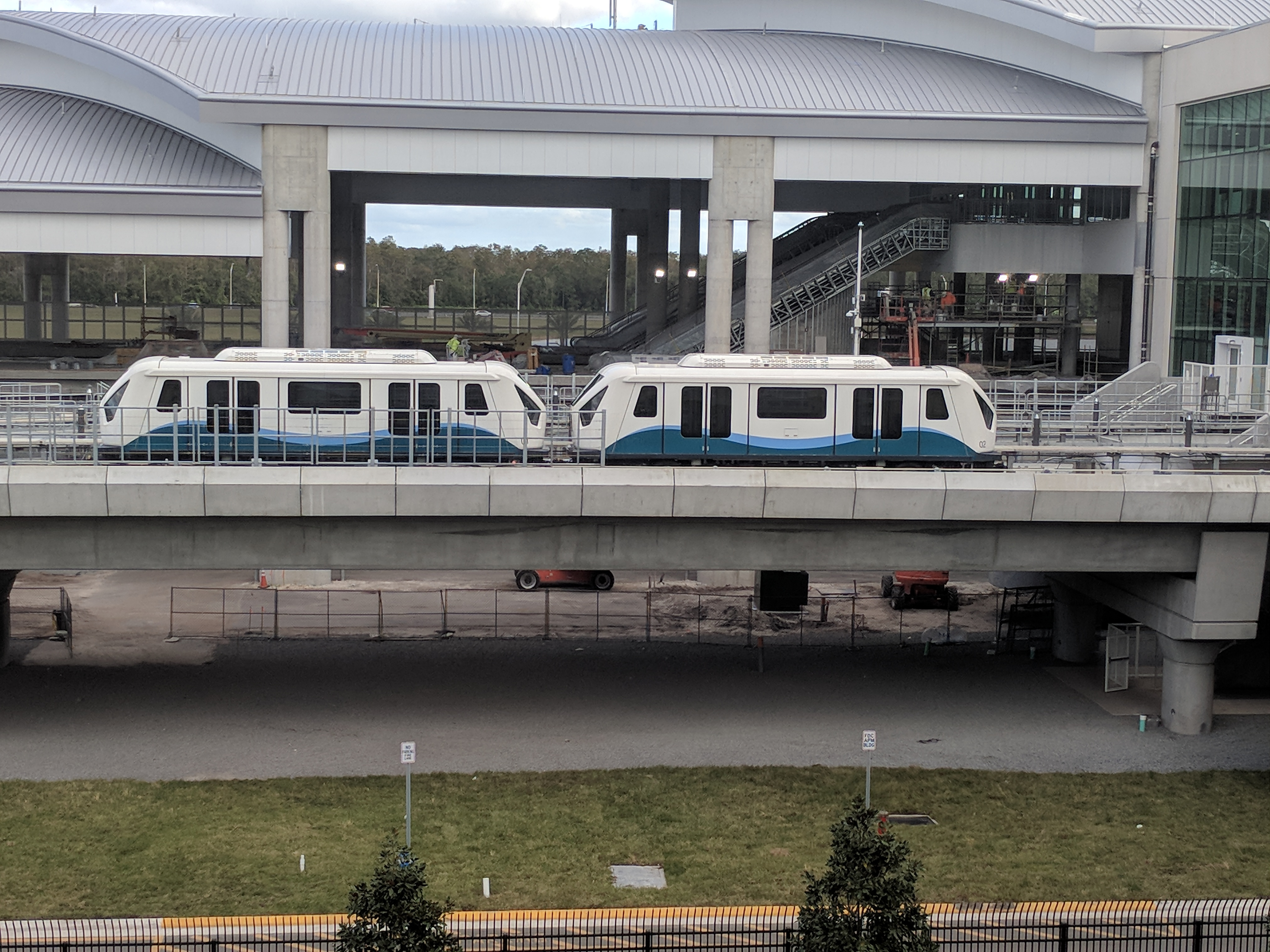
Nouveau train Crystal Mover au Terminal Intermodal

Pour desservir, par navette automatique, la liaison entre le terminal principal et le nouveau terminal intermodal, la  Greater Orlando Aviation Authority lança en septembre 2012 un appel d'offres pour la conception, construction, exploitation et maintenance de cette nouvelle navette automatique qui comprenait également le renouvellement des navettes Airsides 1 et 3. Quatre sociétés y répondirent : Bombardier Transportation USA, Leitner-Poma of America, Mitsubishi Heavy Industries America et Parsons Transportation Group. Fin octobre 2013 la Greater Orlando Aviation Authority sélectionna la société Mitsubishi. Le contrat est signé en juillet 2014 pour la reconstruction des deux anciens systèmes et la construction du nouveau système d'environ 2,3 km de long reliant le terminal principal de l'aéroport et le complexe APM de l'aéroport sud ainsi que la livraison de 18 véhicules Crystal Mover.
Les 4 trains de 3 véhicules Adtranz C-100 des systèmes Airside 1 et 3 ont été remplacés par des véhicules Mitsubishi Crystal Mover en 2016 et 2017.
La cinquième ligne a été installée en novembre 2017 pour relier le terminal principal au terminal sud intermodal de l'aéroport (South Airport Complex) encore en construction. La navette de l'aéroport sud comprend la station du système qui relie les passagers venant du parking supplémentaire C au terminal principal et prend moins de 4 minutes pour rejoindre le terminal. Cette ligne utilise également des véhicules Crystal Mover de Mitsubishi, bien qu'ils diffèrent fortement en apparence de ceux utilisés pour les Airsides 1 et 3.
Les contrats d'exploitation et de maintenance pour les navettes commencent en septembre 2017 pour les lignes Airside 3 et la nouvelle ligne et en février 2018 pour la ligne Airside 1.
Des travaux sont encore en cours sur le terminal sud (South Airport APM Complex) qui ajouteront 16 portes capables d'accueillir au moins 21 aéronefs. L'ouverture est prévue au printemps 2022. Le terminal intermodal permettra la correspondance avec les lignes Brightline et SunRail.